# 克里德 (科罗拉多州)
克里德（英語：Creede）是美国科罗拉多州米纳勒尔县下属的一座法定城鎮。建鎮于1892年5月19日，面积大约为0.677平方英里（1.754平方公里）。根据2010年美国人口普查，该鎮有人口290人。2011年估计该鎮有人口288人，相比2010年人口增长率为0.69%。同时，论人口该鎮是科罗拉多州第218大城市。